# Hoshangabad (district)
Narmadapuram is een district van de Indiase staat Madhya Pradesh. Het district telt 1.085.011 inwoners (2001) en heeft een oppervlakte van 6698 km².
Hoofdstad: Bhopal
Districten: